# Мобед

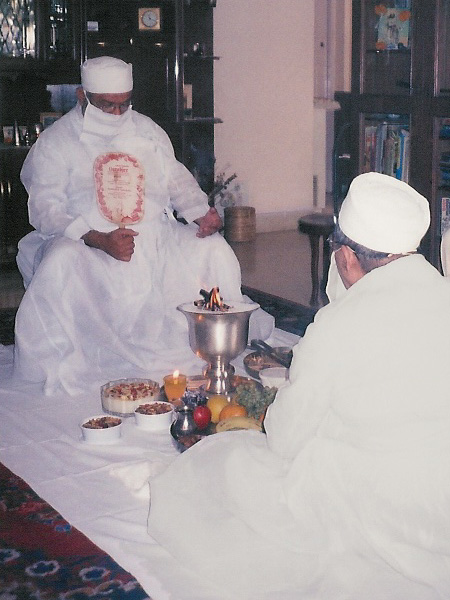

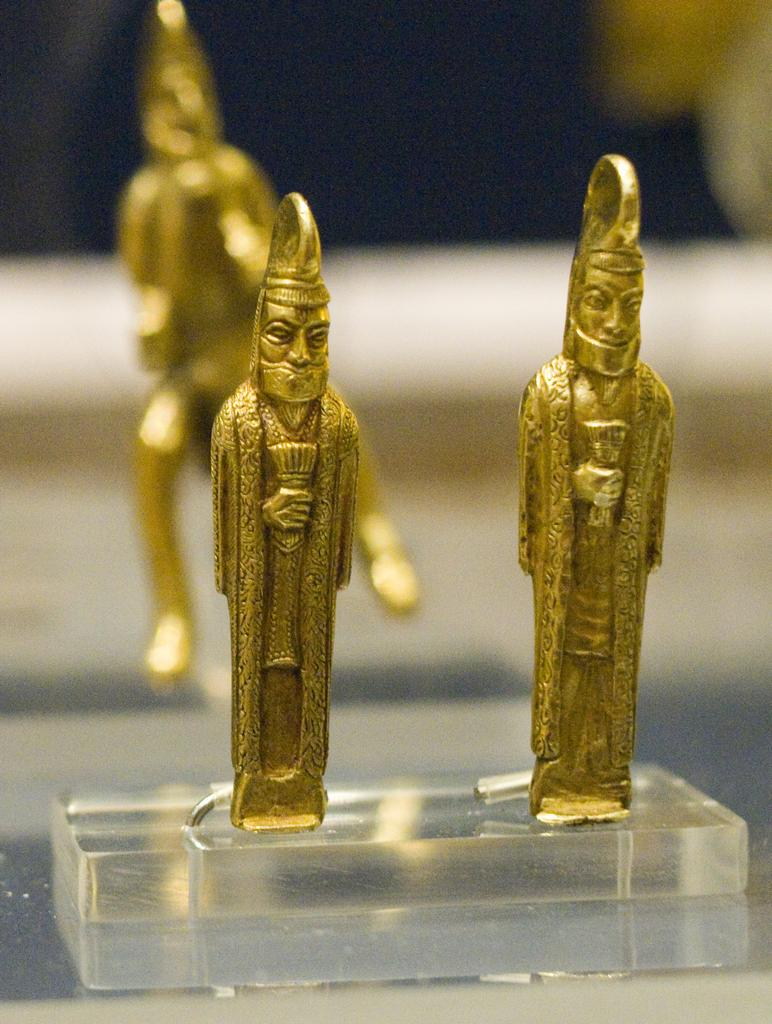
Золотые статуэтки двух мобедов, Амударьинский клад

Мобед (пехл. 𐭬𐭢𐭥𐭯𐭲, перс. موبد‎) — священнослужитель в зороастризме.

## Роль в зороастризме
По представлениям зороастрийцев мобеды являются потомками первых учеников пророка Заратустры. Мобедом может стать только здоровый мужчина из рода мобедов (мобед-задэ), не совершавший неискупимых грехов (танапохл гунах). Если мобед задэ до инициации осквернился грехом танапохл, он теряет возможность пройти инициацию. Только его правнук имеет право стать мобедом. До инициации будущий мобед должен завершить обучение, сдать экзамены, пройти службу в качестве хирбада, пройти обряды очищения и инициации, что занимает от 10 до 15 лет. До инициации кандидат должен жениться на зороастрийке, родители которой также являются зороастрийцами. Допускается, чтобы родители невесты были обращёнными. Обряд инициации нозуд осуществляется тремя дастурами в присутствии 9 бехдинов.
Мобед имеет право читать во время службы все части Авесты и совершать все ритуалы. Ранги мобедов определяются их ролью в службе у священного огня. Мобед имеет право голоса в собрании мобедов. Высшим органом зороастрийского священничества является Анджоман Магов Ирана.
Мобеды являются стражами священных огней и обязаны защищать их, в том числе и с оружием в руках.

## Мобедан-мобед
«Мобедан-мобед» — «мобед мобедов», наивысший чин в иерархии зороастрийских священнослужителей. Мобедан-мобед избирается из числа дастуров и возглавляет сообщество мобедов. Мобедан-мобед может принимать обязательные к исполнению зороастрийцами решения по религиозным («гатик») и светским («датик») вопросам. Решения по религиозным вопросам должны быть одобрены общим собранием мобедов или собранием дастуров.

## Сар-мобед
«Сар-мобед» (перс. букв. «глава мобедов», пехл. «бозорг дастур») — высший зороастрийский религиозный чин. Главный дастур на территории с несколькими дастурами. Сар-мобед вправе принимать решения о закрытии храмов огня, о перемещении священного огня с места на место, об изгнании человека из сообщества зороастрийцев.